# Badisches Wörterbuch
Das Badische Wörterbuch ist eines der großlandschaftlichen Wörterbücher des Deutschen.

## Charakteristik
Das Badische Wörterbuch ist ein alphabetisch angelegtes Bedeutungswörterbuch der in den Grenzen des früheren Landes Baden gesprochenen alemannischen und rheinfränkischen und 
ostfränkischen Dialekte. Es umfasst neben dem mundartlichen auch fach- und regionalsprachlichen sowie – in geringerem Umfang – historischen Wortschatz aus dem Bearbeitungsgebiet.
Hauptadressaten sind Germanisten, Historiker und Volkskundler sowie sprachlich und volkskundlich interessierte Laien.
Die benachbarten großlandschaftlichen Wörterbücher sind gegen Westen das Pfälzische Wörterbuch und das Wörterbuch der elsässischen Mundarten, gegen Süden das Schweizerische Idiotikon, gegen Osten das Schwäbische Wörterbuch und gegen Norden das Fränkische Wörterbuch sowie das Südhessische Wörterbuch.

## Geschichte
Ende des 19. Jahrhunderts entstand der Plan, im Großherzogtum Baden eine groß angelegte Umfrage zur Volkskunde durchzuführen. Die Initiatoren, die Freiburger Universitätslehrer Friedrich Kluge, Fridrich Pfaff und Elard Hugo Meyer, ließen Fragebogen an mehr als dreitausend Schulorte verschicken, von denen ein Fragenkomplex, der letzte von dreizehn, auch Sprachliches betraf. Das eingegangene Material – aus ca. sechshundert Orten wurden Darstellungen zur Volkskunde zurückgesandt – war so umfangreich, dass die Idee für ein Badisches Wörterbuch näher ins Auge gefasst wurde. Friedrich Kluge, in dessen Aufgabengebiet die sprachliche Auswertung fiel, war jedoch mit anderen Projekten beschäftigt, so dass erst im Jahre 1907, als der Germanist und Bibliothekar Alfred Götze sich der Idee annahm, planmäßig weitergearbeitet werden konnte. Nun wurden genaue Anleitungen zum Sammeln von mundartlichen Belegen ausgegeben, in denen auch die später in der Zeitschrift Teuthonista vorgestellte Lautschrift zur Transkription der Phonetik vorgeschlagen wurde. 1914 endlich wurde ein hauptamtlicher Bearbeiter eingestellt: der Gymnasialprofessor und Kluge-Schüler Ernst Ochs. Bedingt durch den Ersten Weltkrieg konnte er die Arbeit in der Arbeitsstelle an der Albert-Ludwigs-Universität Freiburg jedoch erst im Jahre 1919 richtig beginnen. 
Das Material wurde anfangs durch die Mundartsammlungen mehrerer Mundartforscher wie Otto Heilig, Philipp Lenz und Othmar Meisinger erweitert. Außerdem kam an der Freiburger Universität wöchentlich ein Kreis von mundartsprechenden Studenten zusammen, die den Professoren Kluge und Götze Angaben zur Mundart ihres Heimatortes machten. Darüber hinaus wurden von Ochs und Mitarbeitern Examens- und Doktorarbeiten, die über einzelne Ortsmundarten oder größere Abschnitte des Einzugsgebiets geschrieben wurden, ins Archiv eingearbeitet. Während der ganzen bisherigen Bearbeitungszeit wurden auch von Laien verfasste regionale Wörterbücher und Exzerpte aus der Mundartliteratur sowie von Sammlern zur Verfügung gestellte Zettelsammlungen ins Archiv übernommen.
Die Publikation begann 1925 in einzelnen Lieferungen. Von 1940 bis 1945 sowie 1966/67 wurden die Arbeiten unterbrochen.
Nach dem Tod von Ernst Ochs im Jahr 1961 wurde Karl Friedrich Müller, langjähriger ehrenamtlicher Mitarbeiter Ochs’, sein Nachfolger. Müller wurde 1968 pensioniert und von Gerhard Wolfram Baur abgelöst. Baur erweiterte die Sammlungen erheblich, vor allem machte er umfangreiche Aufnahmefahrten durch den mittleren und südlichen Schwarzwald und die östlich und südöstlich angrenzenden Gebiete sowie durch den rheinfränkischen bzw. ostfränkischen Nordostteil Badens zwischen Neckar und Main, um speziell lautgeographische Lücken zu schließen. Baur vollendete den zweiten Band im Jahr 1974 und den dritten Band im Jahre 1997 mit seiner Pensionierung. Von 1998 bis 2009 war Rudolf Post, der frühere Bearbeiter des Pfälzischen Wörterbuchs, der Nachfolger Baurs in der Arbeitsstelle des Badischen Wörterbuchs. Seit September 2009 bearbeitet Tobias Streck den fünften und letzten Band (seit 2023 zusammen mit vier wissenschaftlichen Mitarbeiterinnen).